# Cantone di Saint-Hilaire-de-Riez
Il Cantone di Saint-Hilaire-de-Riez è una divisione amministrativa dell'Arrondissement di Les Sables-d'Olonne.
È stato istituito a seguito della riforma dei cantoni del 2014, che è entrata in vigore con le elezioni dipartimentali del 2015.

## Composizione
Comprende i comuni di:
- L'Aiguillon-sur-Vie
- Brem-sur-Mer
- Bretignolles-sur-Mer
- La Chaize-Giraud
- Coëx
- Commequiers
- Le Fenouiller
- Givrand
- Landevieille
- Saint-Gilles-Croix-de-Vie
- Saint-Hilaire-de-Riez
- Saint-Maixent-sur-Vie
- Saint-Révérend